# Róbert Rojdéstvenski
Róbert Rojdéstvenski   (Kossikha, 20 de juny de 1932 - Moscou, 19 d'agost de 1994), nom complet amb patronímic Róbert Ivànovitx Rojdéstvenski, rus: Ро́берт Ива́нович Рожде́ственский, nascut Róbert Stanislàvovitx Petkévitx, rus: Ро́берт Станисла́вович Петке́вич, fou un poeta, lletrista i traductor soviètic i rus, i un dels representants més brillants de l'era dels Xestidessiátniki. Fou guardonat amb el Premi Lenin Komsomol i el Premi Estatal de l'URSS. Era pare de la fotògrafa Iekaterina Rojdéstvenskaia.

## Biografia
Va rebre el nom de Róbert en honor de Róbert Eikhe. Des del 1934, Róbert visqué amb els seus pares i l'àvia a Omsk. El seu pare era un tinent de l'Exèrcit Roig i va morir en combat a Letònia el 22 de febrer de 1945, durant la Gran Guerra Patriòtica. La mare Vera Pàvlovna Fiódorova (1913-2001) abans de la guerra era la directora d'una escola primària rural, mentre estudiava a l'institut mèdic. Quan va esclatar la guerra, va ser cridada a treballar com a metge militar al front. Róbert va quedar a cura de la seva àvia, Nadejda Alekséievna Fiódorova. El 1943 va estudiar a l'escola de música militar. L'àvia mor l'abril de 1943, i Vera Pàvlovna torna a passar uns dies de permís per registrar la seva germana al seu apartament. Robert viu amb la seva tia i cosina fins al 1944.
Llavors la mare decideix endur-se el seu fill, havent-lo registrat com a fill del regiment, rus: Сын полка. Tanmateix, de camí, a Moscou, canvia d'opinió i Róbert va a parar a un orfenat.
El 1945, Vera Pàvlovna es va casar amb un soldat, l'oficial Ivan Ivànovitx Rojdéstvenski (1899-1976). Róbert obté el cognom i el patronímic del seu padrastre. Els pares el porten a Königsberg, on tots dos serveixen. Després de la Victòria, Rojdéstvenski es trasllada a Leningrad, i el 1948 a Petrozavodsk.
El 1950, van aparèixer les primeres publicacions per a adults de poemes de Róbert Rojdéstvenski a la revista Séver rus: Се́вер. El mateix any, Rojdéstvenski intenta inscriure's a l'Institut de Literatura Maksim Gorki, però sense èxit. Durant un any estudia al departament històric-filològic de la Universitat Estatal de Petrozavodsk. El 1951, en el segon intent, el poeta va aconseguir ingressar a l'Institut Literari (es va graduar el 1956) i es va traslladar a Moscou. Al mateix temps, va conèixer Ievgueni Ievtuixenko, i més tard, Bulat Okudjava i Andrei Voznessenski.
El 1955 es publica a Carèlia el llibre del jove poeta "Banderes de primavera",rus: Флаги весны. Un any més tard, apareix el poema "El meu amor", rus: Моя любовь. Durant els seus estudis a l'institut, es van publicar les col·leccions de poemes "Banderes de primavera" (1955), "La prova" rus: Испытание (1956) i el poema "El meu amor" (1955). El 1955, Robert, durant la seva pràctica a Altai, es va trobar amb Aleksandr Fliarkovski, alumne del conservatori, amb qui es va crear la primera cançó del poeta Rojdestvenski: "La teva finestra", rus: Твоё окно. Rojhdestvenski és l'autor de moltes cançons enormement populars per a pel·lícules de cinema i televisió: «Огромное небо», «Стань таким, как я хочу», «Песня неуловимых мстителей», «Погоня», «Где-то далеко», «Ноктюрн», «Мгновения», «Позвони мне, позвони».
El 1956 va conèixer la seva companya d'estudis Al·la Kireieva, futura crítica i artista literària.
El 1966, Róbert Rojdéstvenski va ser el primer a rebre el Premi Corona d'Or a les Nits poètiques de Struga, una festa poètica internacional a la ciutat de Struga (Macedònia).
El 1970 és guardonat amb el Premi Komsomol de Moscou.
El 1972, Róbert Rojdéstvenski va rebre el Premi Lenin Komsomol. Des del 1977 fou membre del PCUS.
Des de 1976, fou secretari de la Unió d'Escriptors de l'URSS.
El 1979, va ser guardonat amb el Premi Estatal de l'URSS pel poema "210 passos", rus: 210 шагов.
El 1980, en l'acte d'inauguració dels Jocs Olímpics de Moscou, l'himne olímpic va sonar en rus, traduït per Róbert Rojdéstvenski.
Róbert Rojdéstvenski va estar tres vegades al jurat del Festival de Cannes. Va aparèixer per primera vegada al Festival de Cinema de Cannes el 1968, el 1979 va convèncer Françoise Sagan per donar el premi a Kontxalovski per "Siberiade", i el 1973 va donar suport a "La Grande Bouffe de Ferreri.
Des de 1986, Róbert Rojdéstvenski va ser el president de la Comissió sobre el patrimoni literari d'Óssip Mandelxtam, i va participar directament en el cas de la rehabilitació de Mandelxtam. Rojdéstvenski també va ser president de la Comissió de Patrimoni Literari de Marina Tsvetàieva i va aconseguir l'obertura del Museu de la Casa Museu Tsvetàieva a Moscou. Va ser president de la comissió sobre el llegat literari de Vladímir Vissotski i el compilador del primer llibre de poemes publicat a l'URSS per Vissotski, titulat "Nerv" rus: Нерв, el 1981.
A principis de 1990, Rojdéstvenski estava greument malalt, i els metges li van diagnosticar un càncer de cervell. El poeta va respondre a la seva malaltia amb poemes sarcàstics: " Tinc un tumor de la mida d'un ou de gallina al meu cervell (em pregunto qui va portar aquest pollastre que va pondre aquests ous?) ... ". Com a resultat d'una reeixida operació realitzada a França, Rojdéstvenski va viure durant més de 4 anys i va continuar creant.
Rojdéstvenski va morir a Moscou el 19 d'agost de 1994 d'un atac de cor. Fou enterrat al cementiri de Peredélkino
En aquest mateix any, a Moscou, apareix una col·lecció de poemes titulada "Els últims poemes de Róbert Rojdéstvenski", rus: Последние стихи Роберта Рождественского
El 20 de juny de 1997, en honor de Róbert Rojdéstvenski, l'asteroide del cinturó d'asteroides descobert el 8 de novembre de 1975 per N. S. Txernikh a l'Observatori Astrofísic de Crimea, va rebre el nom de 5360 Rozhdestvenskij.